# Teodozij I.
Teodozij I. Veliki (tudi Flavij Teodozij) vzhodnorimski cesar, * 346, Cauca,
Španija, † 17. januar 395, Milano.
Teodozij je bil sin grofa Teodozija in Termantije. Teodozija lahko štejemo za zadnjega vladarja združenega Rimskega imperija, saj po delitvi njegovih dedičev imperiju ni več vladal en vladar.
Cesar Gracijan je leta 378 imenoval Teodozija za so-cesarja vzhodnega dela Rimskega cesarstva po smrti cesarja Valensa v drugi bitki pri Adrianoplu (danes Edirne). Po smrti Valentinijana II. leta 392, katerega je Teodozij podpiral proti različnim nezakonitim prilastitvam, je Teodozij vladal kot samostojni cesar. 6. septembra 394 je v bitki pri Mrzli reki (danes reka Hubelj v Ajdovščini) premagal samozvanca Evgenija, učitelja govorništva, katerega je dve leti prej povišal v cesarja frankovski general Arbogast.
Teodozijeva prva žena Elija Flacila je rodila dva sinova in kasnejša cesarja Arkadija in Honorija in hčerko Pulherijo. Leta 385 sta Pulherija in mati Elija. Z drugo ženo Galo, hčerko cesarja Valentinijana I. je imel hčer Galo Placidijo, mater cesarja Valentinijana III.
Leta 391 je na njegov ukaz aleksandrijski patriarh Teofil I. v Aleksandriji uničil vse »poganske templje«, med njimi Muzej (Museion) in prav gotovo tudi Serapej (tempelj in sestrsko knjižnico velike aleksandrijske knjižnice). Muzej je bil tempelj muz in je po odloku spadal med templje, čeprav je bil filozofska šola. Z njegovim ukazom je v egipčanskih templjih zamrla raba hieroglifov na spomenikih. V boju proti vsemu, kar je bilo pogansko, je leta 393 prepovedal olimpijske igre, ki so se prej na vsaka štiri leta odvijale nepretrgoma kar 1169 let.